# Aloe pachygaster
Aloe pachygaster ist eine Pflanzenart der Gattung der Aloen in der Unterfamilie der Affodillgewächse (Asphodeloideae). Das Artepitheton pachygaster leitet sich von den griechischen Worten pachys für ‚dick‘ sowie gaster für ‚Bauch‘ ab und verweist auf die Form der Blüten.

## Beschreibung

### Vegetative Merkmale
Aloe pachygaster wächst (fast) stammlos und bildet meist dichte Gruppen, die aus bis zu 20 Rosetten bestehen. Die lanzettlichen Laubblätter bilden eine Blattrosette. Die leuchtend graugrüne Blattspreite ist 12 bis 16 Zentimeter lang und 2,5 Zentimeter breit. Die Blattoberfläche ist rau. Die anfangs gelben, später fast schwarzen Zähne am Blattrand sind 2 Millimeter lang und stehen 5,5 Millimeter voneinander entfernt.

### Blütenstände und Blüten
Der einfache Blütenstand erreicht eine Länge von 90 Zentimeter. Die dichten, zylindrischen Trauben sind 35 bis 45 Zentimeter lang. Die eiförmig-spitzen Brakteen weisen eine Länge von 30 Millimeter auf und sind 17 bis 18 Millimeter breit. Die bauchigen, korallenroten Blüten sind grün gespitzt und stehen an 5 bis 6 Millimeter langen Blütenstielen. Sie sind 32 bis 34 Millimeter lang und an ihrer Basis gerundet. Oberhalb des Fruchtknotens sind die Blüten in der Mitte bis auf 12 Millimeter erweitert und dann zur Mündung verengt. Ihre äußeren Perigonblätter sind auf einer Länge von 14 bis 16 Millimetern nicht miteinander verwachsen. Die Staubblätter ragen 5 bis 6 Millimeter und der Griffel ragt etwa 8 Millimeter aus der Blüte heraus.

## Systematik und Verbreitung
Aloe pachygaster ist in Namibia auf dolomitischem Kalkstein in Höhen von 700 bis 1500 Metern verbreitet.
Die Erstbeschreibung durch Moritz Kurt Dinter wurde 1923 veröffentlicht.

## Nachweise